# Quercus hypophaea
Quercus hypophaea — вид рослин з родини букових (Fagaceae), ендемік Тайваню.

## Опис
Це дерево до 18 метрів заввишки; стовбур до 120 см у діаметрі. Кора червонувато-коричнева. Гілочки стрункі з білуватими волосками. Листки вузько еліптично-ланцетні, субшкірясті, 5–9.5 × 1.5–2.3 см; основа гостра або клиноподібна; вершина загострена; край цілий; верх зелений і безволосий; низ волохатий зі зірчастими волосками; ніжка у перерізі трикутна, щільно запушена, 5–10 мм. Період цвітіння: грудень — січень. Чоловічі сережки завдовжки 5 см. Жолуді від зворотно-ланцетних до широко яйцюватих або майже кулястих, завдовжки 17–20 мм, у діаметрі 13–18 мм; чашечка у діаметрі 16 мм вкриває лише основу горіха, з 7–11 концентричними округлозубчатими кільцями; дозрівають у січні або лютому наступного року.

## Середовище проживання
Ендемік Тайваню. Росте в широколистяних вічнозелених лісах; на висотах від 0 до 1100 метрів.

## Використання й загрози
Північній частині ареалу, здається, загрожує урбанізація. Вид може бути вразливим до місцевого збору дров.